# Прибильська Євгенія Іванівна
Євгенія Іванівна Приби́льська (6 січня 1878, Рибінськ — 4 січня 1948, Москва) — українська радянська художниця.

## Біографія
Народилася 25 грудня 1877 [6 січня 1878] року в місті Рибінську Ярославської губернії Російської імперії (тепер Ярославська область, Росія). Початкову освіту здобула в Рибінській Маріїнської гімназії. 1907 року закінчила Київське художнє училище, де навчалася у Петра Левченка.
Протягом 1910–1916 років працювала художнім керівником навчально-показової майстерні в селі Скопцях (тепер Київської області), де виготовляли килими і декопативні вишивки за її малюнками та малюнками Ганни Собачко-Шостак.
Була організаторкою виставок «Народне мистецтво Галичини та Буковини» в Києві та Москві у 1917 році та «Сучасна творчість українського села» в Києві 1919 року.
У 1920-ті роки працювала як художник і організатор кустарних промислів в Україні. З 1922 року жила в Москві, де працювала та в системі кустарних промислів. Протягом 1929–1936 років — художниця текстильних виробів у «Килимкустекспорт» Наркомату зовнішньої торгівлі СРСР.
Померла в Москві 4 січня 1948 року.
Твори художниці зберігаються у Київському музеї українського народного декоративного мистецтва.